# Panagia Katholiki (Kouklia)

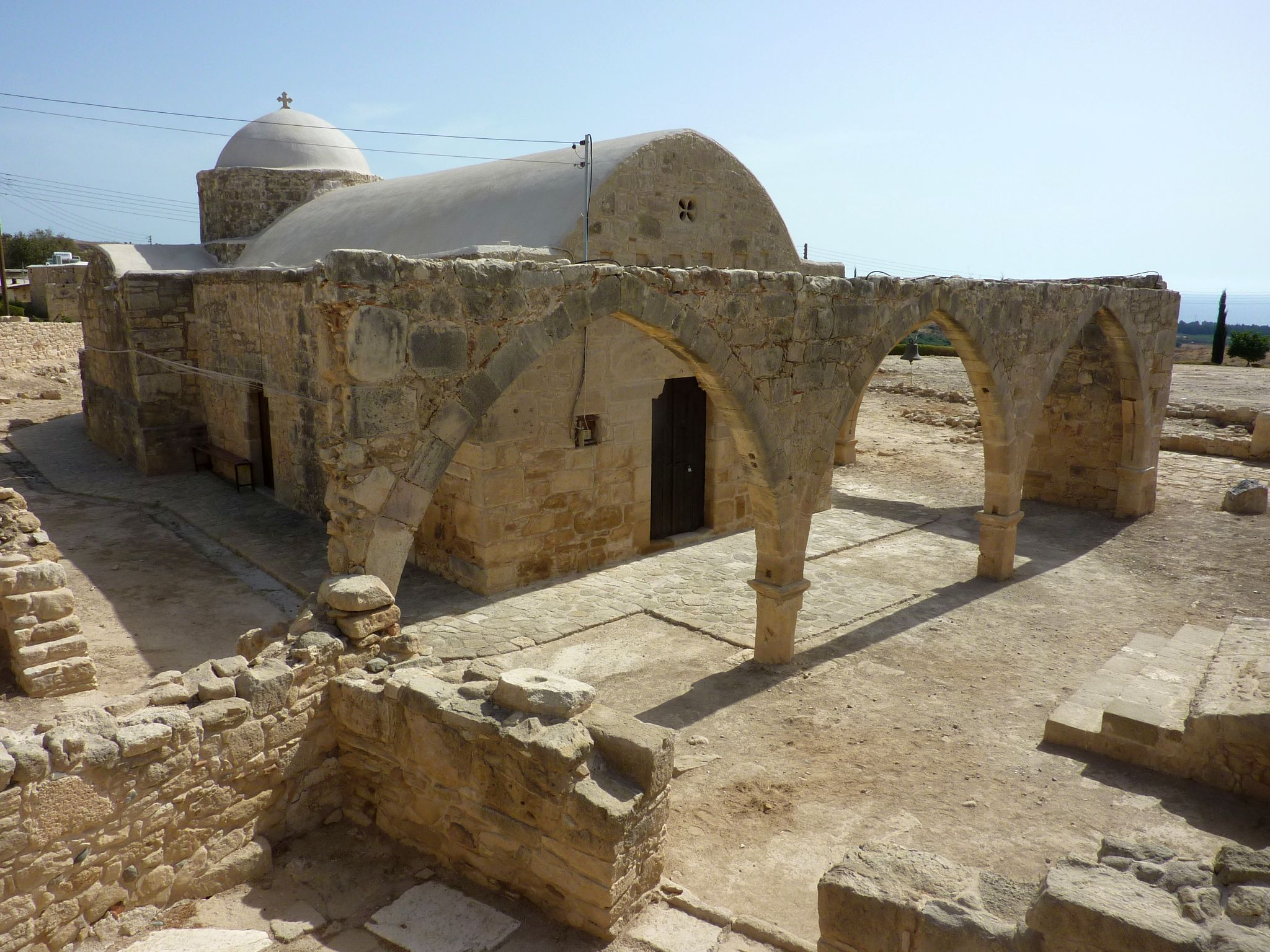
Panagia Katholiki, Kouklia

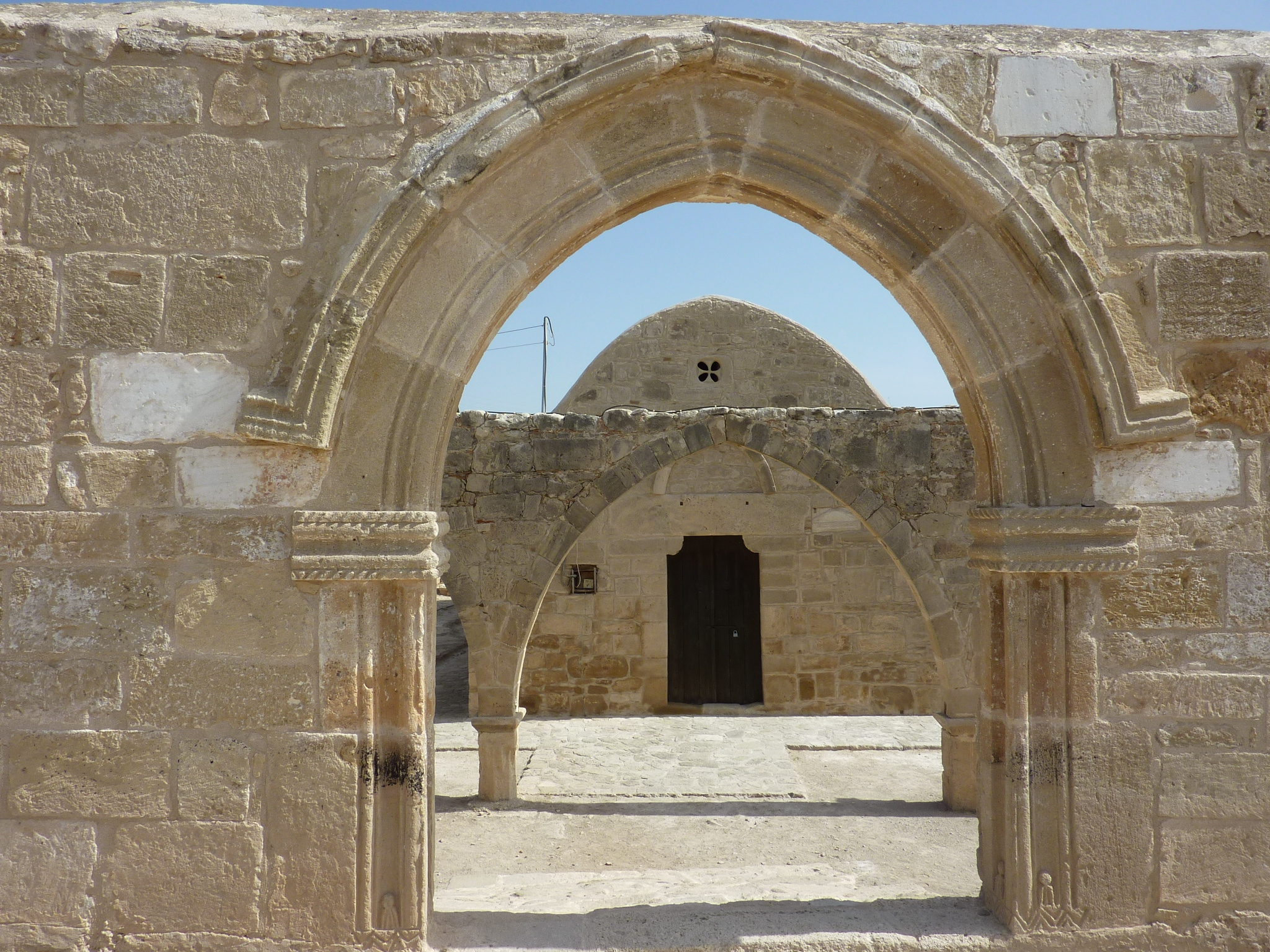
Das spätgotische Portal

Die Panagia Katholiki (griechisch Παναγία Καθολική) ist ein Kirchengebäude der zyprisch-orthodoxen Kirche in Kouklia auf Zypern (Bezirk Paphos).

## Beschreibung
Die Panagia Katholiki (auch Panagía Chrysopolítissa oder Afrodítissa) entstand im 12. Jahrhundert auf kreuzförmigem Grundriss mit einer Kuppel über der Vierung. Sie schließt im Osten mit einer Halbkreisapsis und ist tonnengewölbt. Die Kirche steht östlich des Aphrodite-Heiligtums und enthält einige Spolien aus dem benachbarten Tempel. Auf der Nordseite befindet sich ein Wasserspeier in Form eines Wildschweins. Bei Seuchen und Dürren ist die Kirche von Schnüren umgeben. Der auf dem Heidnischen basierende Brauch, der von der zyprischen Kirche geduldet wird, soll das Sakrale vom Profanen trennen und den bösen Geist vertreiben.
Zur Zeit der Herrschaft des fränkischen Hauses Lusignan über das Königreich Zypern gehörte die Kirche zum benachbarten Königsgut Couvoucle. Unter der venezianischen Herrschaft zwischen 1489 und 1571 wurde die Kirche im Westen erweitert und der spätgotische Arkadengang um das Gotteshaus sowie ein repräsentatives Portal hinzugefügt. 
Im Inneren haben sich teilweise spärliche Reste von Fresken aus dem 14. Jahrhundert erhalten. Darunter die Darstellung des Christus als Pantokrator in der  Vierungskuppel, ein Porträt des Heiligen Bischofs Therapon sowie eine Darstellung der den Garten Eden bewässernden Flüsse Euphrat und Tigris, die zu einer Darstellung des Jüngsten Gerichtes gehörten.